# 통영 안정사 석조석가삼존좌상 및 십육나한상
통영 안정사 석조석가삼존좌상 및 십육나한상(統營 安靜寺 石造釋迦三尊坐像 및 十六羅漢像)은 대한민국 경상남도 통영시 광도면, 안정사에 있는 불상이다.
2009년 8월 6일 경상남도의 유형문화재 제489호 통영 안정사 석조 석가삼존 십육나한상으로 지정되었다가, 2018년 12월 20일 현재의 명칭으로 변경되었다.

## 개요
안정사 나한전에는 석가삼존상을 중심으로 16나한상, 천부상, 사자상이 양측으로 1구씩 봉안되어 있다. 석가삼존상은 불신 전체에 호분이 칠해져 있으며, 16나한상과 권속들은 흰색, 군청, 녹색, 자주 등 다양한 섹으로 법의를 채색했다. 특히 좌측 5,6번째 나한상은 다른 상들과 달리 목조로 제작되었는데 얼굴이나 법의 표현 등이 석조 나한상과 닮아 보이나 양식적으로 차이를 보여 후대에 제작된 것으로 보인다.

## 참고 자료
- 통영 안정사 석조석가삼존좌상 및 십육나한상 - 국가유산청 국가유산포털